# Leopold Morse

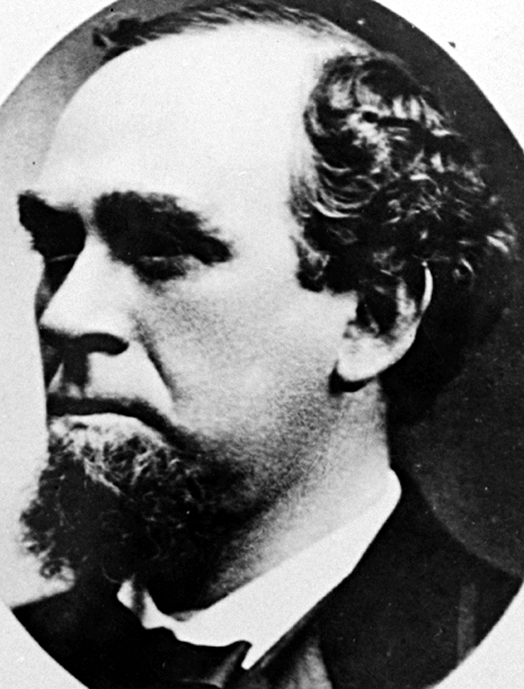
Leopold Morse

Leopold Morse (* 15. August 1831 in Wachenheim an der Weinstraße, Königreich Bayern; † 15. Dezember 1892 in Boston, Massachusetts) war ein US-amerikanischer Politiker. Zwischen 1877 und 1889 vertrat er  zweimal den Bundesstaat Massachusetts im US-Repräsentantenhaus.

## Werdegang
Leopold Morse wurde 1831 in Wachenheim im heutigen Rheinland-Pfalz geboren. Er besuchte die öffentlichen Schulen seiner Heimat. Im Jahr 1849 wanderte er nach Amerika aus, wo er zunächst für ein Jahr in Sandwich (New Hampshire) lebte. Dann zog er nach Boston, wo er in einem Bekleidungsgeschäft arbeitete, das er später kaufte und bis zu seinem Tode betrieb. Gleichzeitig schlug er als Mitglied der Demokratischen Partei eine politische Laufbahn ein. 1870 und 1872 kandidierte er jeweils erfolglos für den Kongress. In den Jahren 1876 und 1880 war er Delegierter zu den jeweiligen Democratic National Conventions.
Bei den Kongresswahlen des Jahres 1876 wurde Morse im vierten Wahlbezirk von Massachusetts in das US-Repräsentantenhaus in Washington, D.C. gewählt, wo er am 4. März 1877 sein neues Mandat antrat. Nach drei Wiederwahlen konnte er bis zum 3. März 1885 vier Legislaturperioden im Kongress absolvieren. Ab 1883 vertrat er dort den vierten Distrikt seines Staates. Ebenfalls ab 1883 war er Vorsitzender des Ausschusses zur Kontrolle der Ausgaben des Marineministeriums. 1884 lehnte er eine weitere Kandidatur ab. Im gleichen Jahr wurde er Präsident der Firma Post Publishing Co. Bei den Wahlen des Jahres 1886 wurde Morse ein weiteres Mal in den Kongress gewählt. Dieses Mal vertrat er dort den dritten Wahlbezirk seines Staates. Zwischen dem 4. März 1887 und dem 3. März 1889 absolvierte er dort eine weitere Amtszeit, während deren er Vorsitzender des Ausschusses zur Kontrolle der Ausgaben des Außenministeriums war. Im Jahr 1888 verzichtete er auf eine weitere Kongresskandidatur.
Nach dem Ende seiner Zeit im US-Repräsentantenhaus setzte Leopold Morse seine früheren Tätigkeiten fort. Er starb am 15. Dezember 1892 in Boston.